# Ivan Fiolić
Ivan Fiolić (ur. 29 kwietnia 1996 w Zagrzebiu) – chorwacki piłkarz grający na pozycji pomocnika  w chińskim klubie Tianjin Jinmen Tiger.

## Sukcesy

### Cracovia
- Puchar Polski: 2019/2020
- Superpuchar Polski: 2020